# Luke Hemsworth
Luke Hemsworth (Melbourne, Victoria; 5 de noviembre de 1980) es un actor australiano. Ha trabajado en diversas producciones cinematográficas y televisivas tanto en Australia como en Estados Unidos. Es hermano mayor de los actores Chris Hemsworth y Liam Hemsworth.
Comenzó su carrera actoral en la década de 2000, participando en producciones australianas como la serie de televisión Neighbors y la película The Saddle Club. En 2012, obtuvo su primer papel en una producción estadounidense en la serie Bikie Wars: Brothers in Arms, lo que le permitió dar el salto a la industria de Hollywood.
Además de su carrera como actor, Hemsworth también se ha desempeñado como productor en algunas de las producciones en las que ha participado. En este sentido, ha trabajado en proyectos como Infini y Kill Me Three Times.

## Biografía
Hemsworth nació en Melbourne, hijo mayor de Leonie (de soltera van Os), profesora de inglés, y Craig Hemsworth, consejero de servicios sociales. Sus hermanos pequeños son los actores Chris y Liam Hemsworth. Su abuelo materno es un inmigrante holandés y sus otros ancestros son irlandeses, alemanes, escoceses e ingleses.

## Carrera
Hemsworth se formó como actor en el Instituto Nacional de Arte Dramático. En 2001, comenzó su carrera en la telenovela australiana Neighbours como Nathan Tyson. Actor de televisión principalmente, Hemsworth ha aparecido en series como The Saddle Club, Blue Heelers, Last Man Standing, All Saints, Satisfaction y Westworld. En 2012, protagonizó la miniserie de seis partes Bikie Wars: Brothers in Arms como Gregory «Shadow» Campbell. Protagonizó la película bélica australiana The 34th Battalion como Robinson. Interpretó al personaje Caleb Duran en la película de 2019 Crypto, que sigue la vida de una familia que se ve envuelta en una criptoconspiración que implica a la mafia rusa. Además ha participado en las cintas del Universo Cinematográfico de Marvel, como versiones alternas de Thor en las películas Thor: Ragnarok y Thor: Love and Thunder.

## Filmografía

### Series de televisión
| Año         | Título                       | Personaje                 | Notas                                           |
| ----------- | ---------------------------- | ------------------------- | ----------------------------------------------- |
| 2021        | Young Rock                   | Coach Erickson            | 2 episodios                                     |
| 2016-2022   | Westworld                    | Ashley Stubbs             | Personaje principal                             |
| 2012        | Winners & Losers             | Jackson Norton            | 2 episodios                                     |
| 2012        | Bikie Wars: Brothers in Arms | Gregory "Shadow" Campbell | 6 episodios - miniserie                         |
| 2011        | The Bazura Project           | Villano                   | episodio "Money"                                |
| 2009        | Tangle                       | John Foreman              | 2 episodios: # 1.1 y # 1.2                      |
| 2009        | Carla Cametti PD             | Electricista              | episodio "Love, Honour and Cherish"             |
| 2008        | The Elephant Princess        | Tío Harry                 | episodio "The Big Gig"                          |
| 2000 - 2008 | Neighbours                   | John Carter/Nathan Tyson  | 9 episodios                                     |
| 2007        | Satisfaction                 | Paul, el Carnicero        | episodio "Lauren Rising"                        |
| 2005        | All Saints                   | Ben Simpson               | episodio "Out of Darkness"                      |
| 2005        | Last Man Standing            | Shannon Gazal             | 3 episodios: # 1.4, # 1. 5 y # 1.10             |
| 2004        | Blue Heelers                 | Glen Peters               | 2 episodios: "Special Treatment" y "Away Games" |
| 2003        | The Coast                    | Brad Forbes               | -                                               |
| 2003        | The Saddle Club              | Simon                     | episodio "Foster Horse: Part 1"                 |

### Películas
| Año  | Título              | Personaje                | Notas |
| ---- | ------------------- | ------------------------ | --- |
| 2024 | Land of Bad         | Sargento Abel            | |
| 2020 | Death of Me         | Neil                     | |
| 2017 | Hickok              | Wild Bill Hickok         | Junto a Bruce Dern, Kris Kristoferson, Tracy Adkins y Cameron Richardson                                           |
| 2017 | Thor: Ragnarok      | Actuó como actor de Thor | junto a Chris Hemsworth, Tom Hiddleston, Matt Damon y Anthony Hopkins                                              |
| 2015 | Infini              | Charlie Kent             | junto a Daniel MacPherson, Luke Ford, Bren Foster, Matt Minto y Grace Huang                                        |
| 2015 | The 34th Battalion  | Robinson                 | junto a Vinnie Jones, Claire van der Boom, Vince Colosimo, Ashley Zukerman, Les Hill y Henry Nixon                 |
| 2014 | The Anomaly         | -                        | junto a Brian Cox, Alexis Knapp y Ian Somerhalder                                                                  |
| 2014 | Kill Me Three Times | -                        | junto a Teresa Palmer, Simon Pegg, Alice Braga, Sullivan Stapleton, Bryan Brown, Callan Mulvey y Steve Le Marquand |
| 2014 | The Reckoning       | Det. Jason Pearson       | junto a Viva Bianca, Hanna Mangan Lawrence, Jonathan LaPaglia y Tom O'Sullivan                                     |
| 2010 | Chad Chucka         | Chand Chucka             | junto a Shannon Elizabeth y Christopher McDonald                                                                   |

### Comerciales
| Año  | Empresa             |
| ---- | ------------------- |
| 2008 | First Choice Liquor |
| 2007 | TAC                 |
| 2005 | Jim Beam            |
| 2004 | Workcover           |
| 2002 | Red Rooster         |